# 20. század
 Évtizedek: 1900-as évek ·  1910-es évek ·  1920-as évek ·  1930-as évek ·  1940-es évek ·  1950-es évek ·  1960-as évek ·  1970-es évek ·  1980-as évek ·  1990-es évek

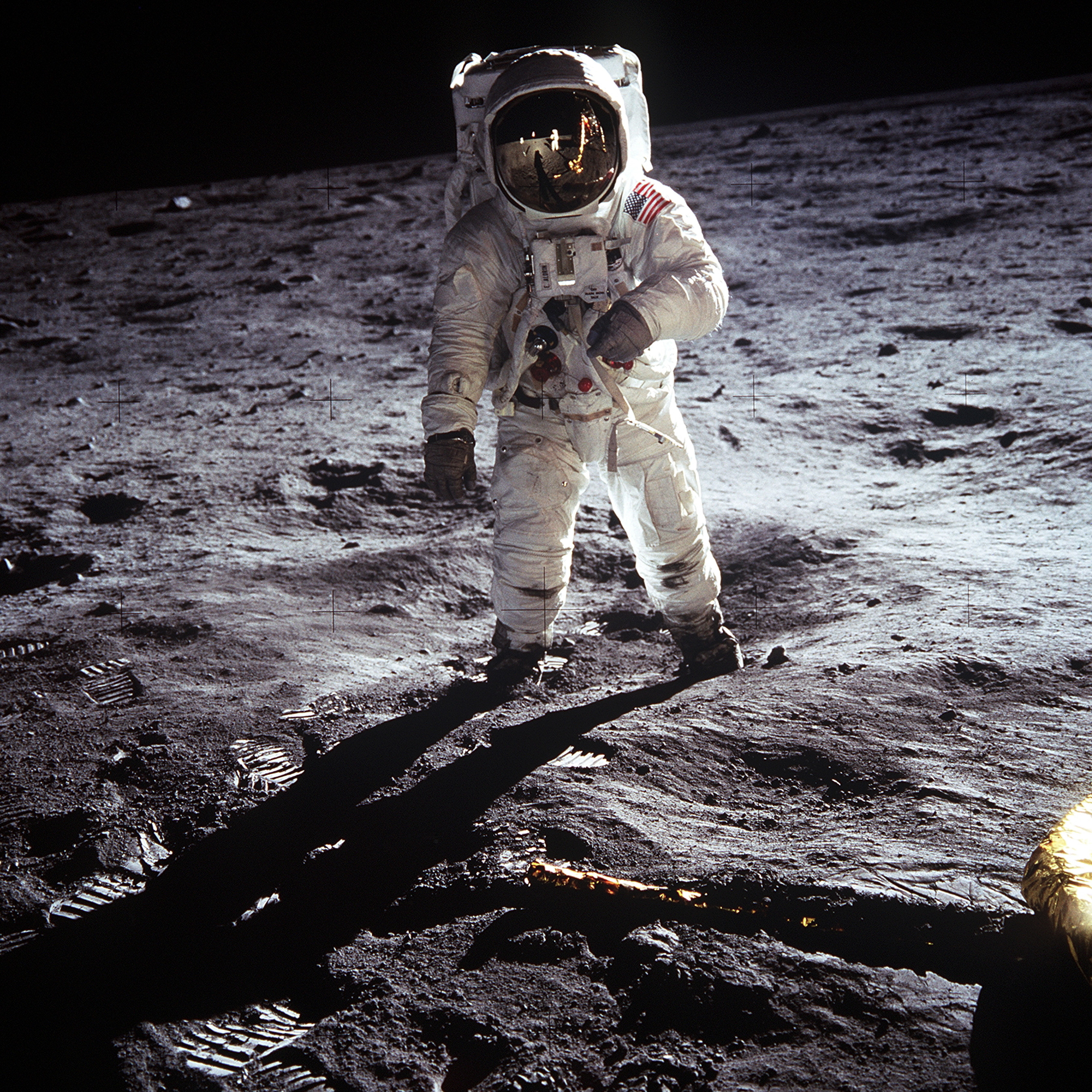
Buzz Aldrin a Holdon (Apollo–11, 1969)

A 20. század az 1901. január 1-től 2000. december 31-ig terjedő időszak. A 20. századot tekinthetjük az egészségügyi, szociális, tudományos és technikai fejlődés, valamint a nemzetközi egységesülés korszakának, ugyanakkor megjelölhetjük a példátlan méretű háborúk és népirtások koraként is. A 19. században elkezdődött a termelés és a szolgáltatások gépesítése, a globális kommunikációs hálózatok kiépítése, ami egyre gyorsuló iramban folytatódott a 20. században. Ebben az évszázadban tulajdonképpen megváltozott az élet minden területe és az egész emberi társadalom alapvetően átalakult.
A történettudományban használatos a rövid 20. század kifejezés, amely az első világháborútól (1914–1918), illetve az azt lezáró békeszerződésektől (1919–1920) a Szovjetunió vezette szocialista párt felbomlásáig (1989–1991) terjedő korszakot jelöli.
Lásd még: 2. évezred, Újkor

## Térképek

Az Osztrák–Magyar Monarchia domináns nemzetiségei 1910-ben
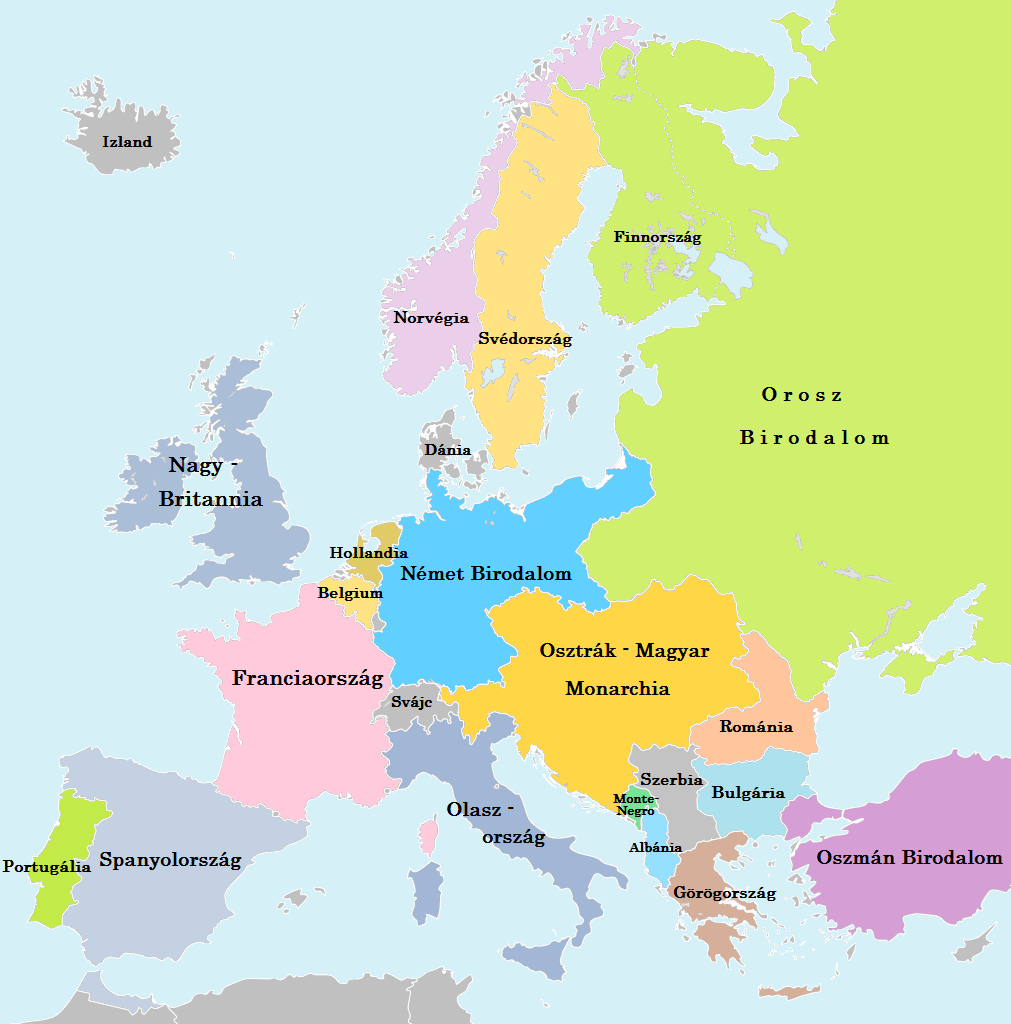
Európa 1914-ben
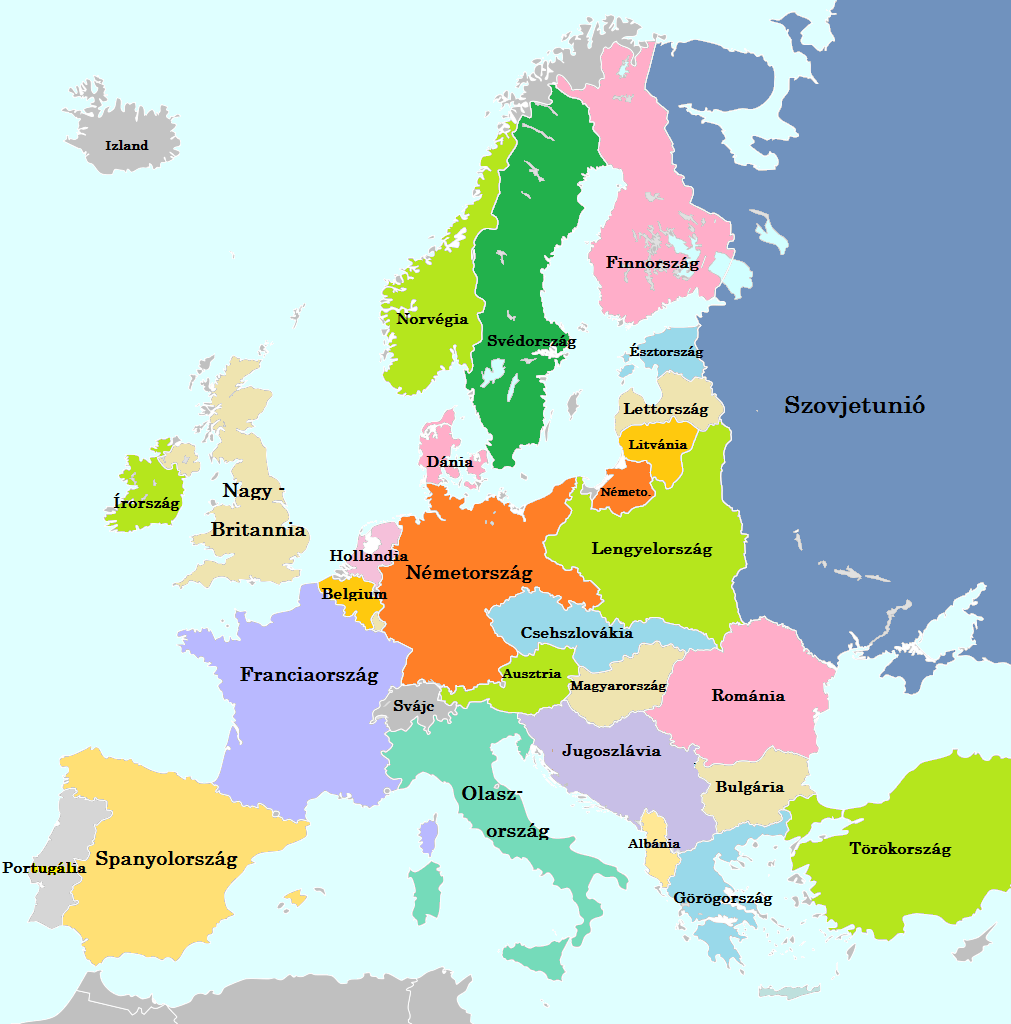
Európa az 1930-as években
Animációs térkép a II. világháború Európájáról

## Események a II. világháború végéig
Főbb politikai, gazdasági és természeti események a II. világháború végéig:
| - 1904: Entente cordiale - Nagy-Britannia és Franciaország barátsági szerződése - 1905-1907: Orosz forradalom - 1907: Román parasztháború - 1908: Ausztria-Magyarország annektálja Boszniát és Hercegovinát - 1912-1913: Az Oszmán Birodalom ellen vívott első Balkán-háború - 1913: Kikiáltják Albánia függetlenségét - 1913: Második Balkán-háború - 1914–1918: Első világháború - 1917: Bolsevik (szocialista) forradalom Oroszországban - 1917-1922: Oroszországi polgárháború - 1918: Az Osztrák–Magyar Monarchia felbomlása - 1918: Spanyolnátha-járvány - 1919: Párizs környéki békeszerződések - A Népszövetség megalakulása - 1920: A trianoni békeszerződés. Átrajzolják Európa térképét - 1920–1921: A kisantant és az olasz fasiszta párt létrejötte - 1922: Megalakul a Szovjetunió - Rapallói egyezmény - 1924: A Dawes-terv - 1925: Mussolini fasiszta diktatúrát vezet be Olaszországban - Locarnói szerződés - 1928: A sztálini diktatúra kezdete - 1931: A gazdasági világválság éreztetni kezdi a hatását Európában - 1932: Orsós magnetofonok gyártása (Németország) - 1932–1933: Éhínség Ukrajnában, 7-10 millió áldozattal - 1933: Náci hatalomátvétel Németországban. Németország félhivatalos elnevezése a Harmadik Birodalom lesz. - 1935: Rendszeres televízióadás Németországban (a világon először) - Elindul a sztahanovista mozgalom a Szovjetunióban - 1937: A Volkswagen alapítása - 1936–1939: Spanyol polgárháború - 1938: Anschluss - Ausztriának a Harmadik Birodalomhoz való csatolása - 1939: Csehszlovákia német megszállása - 1939–1945: Második világháború | - 1912: A „vérvörös csütörtök” néven elhíresült tömegtüntetés Budapesten, amelyet brutálisan feloszlatnak - 1914–1918: Az első világháború - 1918: Az Osztrák–Magyar Monarchia felbomlása - Őszirózsás forradalom - 1919: A Magyarországi Tanácsköztársaság kikiáltása - 1920: A trianoni békediktátum aláírása - Horthy Miklós kormányzóvá választása, a Horthy-korszak kezdete - A numerus clausus törvény bevezetése - 1921–1931: a Bethlen-kormány időszaka - 1922: Magyarországot felveszik a Népszövetségbe - A Kandó-féle villanymozdony próbaútja - 1925: A Magyar Rádió megkezdi rendszeres műsorsugárzását - 1927: Bevezetik a pengőt (a korona) helyett - 1930: Boletta-rendszer bevezetése (a nagy gazdasági világválság miatt) - 1931: Hangosfilm-gyártás Magyarországon - 1932: Gömbös Gyula a miniszterelnök (1936-ig) - 1936: Darányi Kálmán a miniszterelnök (1938-ig) - 1937: Szent-Györgyi Albert Nobel-díjat kap a C-vitamin felfedezéséért - 1938: Az első bécsi döntés; Felvidék visszakerül Magyarországhoz - 1939: Teleki Pál a miniszterelnök (1941. ápr.-ig) (→ Teleki-kormány) - Az első bécsi döntés értelmében Kárpátalja déli része is visszakerül Magyarországhoz - Második zsidótörvény - Magyarország a második világháborúban - 1939: Magyar–szlovák kis háború. Kárpátalja visszafoglalása. - 1940: Második bécsi döntés: Észak-Erdély visszakerül Magyarországhoz - 1941: Délvidék magyar uralom alá kerül - 1941 április 11. - A Jugoszlávia elleni hadművelettel Magyarország belép a második világháborúba - 1942: Kállay Miklós a miniszterelnök (1944-ig) (→ Kállay-kormány) - 1943. január: Doni katasztrófa - 1944. márc. 19. - Magyarország német megszállása - 1944. október: Kiugrási kísérlet és nyilas hatalomátvétel - 1944. okt – 1945. márc.: Szálasi-kormány - 1945. jan-febr: Budapest ostroma - Szovjet csapatok elfoglalják Pestet, majd Budát - 1945. április 4.: Véget ér a II. világháború Magyarországon |  |

| - 1903: Első repülőgép és első autógyár az USA-ban - 1903: A Kolumbiából kivált Panamában megkezdődik a Panama-csatorna építése - 1906: San Franciscó-i földrengés - 1907: Század eleji bevándorlási csúcspont az USA-ban, a bevándorlási törvények szigorítása - 1907: Hatalmas bankpánik - pénzügyi válság az USA-ban - 1910–1917: Mexikói forradalom - 1914: Megnyitják a Panama-csatornát - 1914: Kanada belép az első világháborúba - 1915: Az USA megszállja Haitit - 1917: Az USA az antant oldalán belép az első világháborúba - Bemutatják az első színes mozifilmet az USA-ban - 1920 – Az első rádióadás az USA-ban - 1929–1933: Nagy gazdasági világválság - 1937: A munkanélküli járadék bevezetése az USA-ban - 1938: Az USA-ban forgalomba hozzák az első klímaberendezéseket - 1939: Megindulnak az Európa és Amerika közti rendszeres légi járatok - 1940: Elkészülnek az első színes televíziók az USA-ban (csak az 50-es években vezették be) - 1939–1945: Második világháború - 1939: Kanada hadüzenete a náci Németországnak - 1941: Pearl Harbor elleni japán támadás, az USA belép a háborúba - 1942: Mexikó és Brazília hadüzenete a tengelyhatalmaknak | - 1904–1905 – Orosz–japán háború - 1910: Japán annektálja Koreát - 1914–1918: Első világháború - Távol-Kelet és Óceánia az első világháborúban - 1915–1917: Örmény népirtás az Oszmán Birodalomban - 1919–1923: Török függetlenségi háború - a török forradalmárok politikai és katonai ellenállása az antanthatalmak ellen - 1923: Az Oszmán Birodalom felbomlása, a mai Törökország megteremtése - 1922: Mahátma Gandhi erőszakmentes mozgalmának kezdete Indiában - 1927–1950: Kínai 2. polgárháború - 1931: Özönvízszerű áradások Kínában, sok százezer áldozattal - 1936: Antikomintern paktum - 1937–1945: Második kínai–japán háború - 1939–1945: Második világháború - 1942: Midwayi csata - fordulópont a csendes-óceáni háborúban - 1945: Hirosima és Nagaszaki bombázása, a világháború vége - 1901: Az Ausztrál Nemzetközösség kikiáltása. - 1907: Megalakul Új-Zéland brit domínium. - 1931: Ausztrália és Új-Zéland brit domíniumból önálló állam, a Brit Nemzetközösség tagja lesz - 1939–1945: Ausztrália részvétele a második világháborúban |  |

| - 1910: A dél-afrikai brit gyarmatok egyesítésével létrejön a Dél-afrikai Unió domínium - 1912: Marokkó francia és spanyol protektorátus lesz - 1913: Albert Schweitzer kórházalapítása francia Egyenlítői-Afrikában, a mai Gabonban - 1920: Az első világháború alatt elfoglalt német gyarmatok mandátumterületté alakulnak át - 1922: Egyiptom függetlenné válik - 1931: A Dél-afrikai Unió brit domíniumból a Brit Nemzetközösség önálló állama lesz - 1935: Abesszíniai háború - Olaszország megtámadja Abesszíniát (Etiópia), amelyet a következő évben elfoglal - 1941: A német Afrika-hadtest Rommel vezetésével támadásba lendül Líbiában a brit egységek ellen - 1943: A német Afrika-hadtest megadja magát | - 1901: Kiosztják az első Nobel-díjakat Stockholmban és Oslóban - 1904: Albert Einstein kifejti első relativitáselméletét - 1909: Robert Peary amerikai sarkkutató elsőként éri el az Északi-sarkot. - 1911: Roald Amundsen norvég felfedező elsőként éri el a Déli-sarkot. - 1912: A Titanic katasztrófája - 1918–19: Spanyolnátha világjárvány - 1919–20: A Népszövetség - az ENSZ elődjének - létrehozása - 1922: A BBC alapítása. Felfedezik Tutanhamon sírját. - 1924: Elkészül a 10 milliomodik Ford gépkocsi - 1926: A charleston [cserlszton] a legdivatosabb tánc Európában - 1927: Charles Lindbergh átrepüli az Atlanti-óceánt - 1927–1928: A nylon feltalálása. Az első hangosfilm. - 1929: Az első Oscar-díjak átadása Hollywoodban - 1930: Az első szupermarket megnyitása és az első labdarúgó-világbajnokság (Uruguay) - 1931: Westminsteri statútum - a Brit Birodalom országainak törvényhozási önállósága - 1933: Olcsó néprádió Németországban - 1934: A fénycső feltalálása - 1935: A radar feltalálása - 1938: A golyóstoll feltalálása - Az atommaghasadás felfedezése (Otto Hahn) - 1939: Az első sugárhajtású repülőgép - 1942: Az első nukleáris reaktor beindítása |  |

## Események a második világháború után
| - 1946: Nürnbergi per a német háborús bűnösök felett - 1948: A berlini blokád kezdete, kommunista hatalomátvétel Magyarországon és Csehszlovákiában - 1949: A KGST és a NATO megalakulása. - Az NSZK és az NDK megszületése. A görög polgárháború vége - 1953: Sztálin halála. Felkelés az NDK-ban - 1954: Az első atomerőmű: Obnyinszki a SZU-ban - 1955: A Varsói Szerződés - a kommunista országok védelmi katonai-politikai szervezetének alapítása - 1958: Működni kezd a Közös Piac Nyugat-Európában - 1961: Megkezdik a berlini fal építését az egyre nagyobb kivándorlás megakadályozására - 1968: Nyugat-európai diákmozgalmak, a „prágai tavasz” - 1972:Túszdráma a müncheni olimpián - 1973: Olajválság (1973), majd nemsokára olajárrobannás - 1979: Margaret Thatcher Európa első női miniszterelnöke - 1980: A moszkvai olimpia széles körű bojkottja - 1981: Görögország az Európai Közösség tagja lesz. - 1986: Csernobili atomkatasztrófa. Portugália és Spanyolország az Európai Gazdasági Közösség tagja lesz. - 1989: A berlini fal ledöntése és a kommunizmus összeomlása. Romániai forradalom - 1990: Németország újraegyesítése - 1991: A Szovjetunió felbomlása - 1991–2001: Délszláv háború - Jugoszlávia felbomlása - 1992: Maastrichti szerződés - létrehozza az Európai Uniót az Európai Gazdasági Közösség alapjain, Jugoszlávia felbomlása - 1993: Létrejön az egymástól független Csehország és Szlovákia - 1994: Átadják a La Manche-alagutat - 1995: Ausztria, Svédország és Finnország csatlakozik az Európai Unióhoz - 1999: Lengyelország és Csehország Magyarországgal együtt a NATO teljes jogú tagja lesz | - 1946: Megszűnik a királyság, az új államforma a köztársaság. - 1947-1956: Rákosi-korszak - 1949: Az ország államformája népköztársaság lesz. - 1953: „Az évszázad mérkőzése” – A magyar labdarúgó Aranycsapat győzelme Londonban - 1956: Forradalom (1956) - 1956–1989: Kádár-korszak - 1954–1957: Megkezdődnek a televízió-adások - 1967: Fock Jenő a minisztertanács elnöke (1975-ig) (→ Fock-kormány) - 1968: Reform a gazdaságpolitikában - 1975: Lázár György a minisztertanács elnöke (1987-ig) (→ Lázár-kormány) - 1987: A mérsékelt reformokat meghirdető Grósz Károly lesz a kormányfő - 1988: A reformpolitikát fékező Németh Miklós lesz a kormányfő (→ Németh-kormány) - 1989: Rendszerváltás, a többpártrendszer bevezetése. Magyarország államformája köztársaság lesz. - 1990: Az MDF nyeri meg az országgyűlési választásokat. A kormányfő Antall József lesz (→ Antall-kormány) - 1990-1991: A szovjet csapatok kivonása az országból - 1993: Meghal Antall József. A kormányfő Boross Péter lesz (→ Boross-kormány) - 1994: Az MSZP nyeri meg az országgyűlési választásokat. A kormányfő Horn Gyula lesz (→ Horn-kormány) - 1995: Megszorító gazdasági intézkedést hoz a kormány: a Bokros-csomag. - 1998: A Fidesz nyeri meg az országgyűlési választásokat. A kormányfő Orbán Viktor lesz (→ Első Orbán-kormány) - 1999: Magyarország a NATO teljes jogú tagja lesz |  |
| | Lásd még: 20. századi magyar történelem |  |

| - 1946: Első katonai komputer az USA-ban - 1947: Truman-doktrína - a hidegháború kezdete - 1949: A NATO megalakulása - 1957: Eisenhower-doktrína - 1959: Kubában győz Fidel Castro forradalma. - 1960: John F. Kennedy lesz az elnök az USA-ban - 1961: Az USA Disznó-öbölbeli inváziója Kubában - 1963: Kennedy-gyilkosság - 1963: Martin Luther King erőszakmentes mozgalmának győzelme az USA-ban - 1964: Alaszkai földrengés - a valaha mért egyik legnagyobb földmozgás - 1964: Kolumbiai polgárháború kezdete - 1965: Johnson-doktrína, mely szerint nem engedhető meg, hogy a nyugati félteke bármely országában kommunista kormány jöjjön létre - 1972: Watergate-botrány - politikai botrány és krízis az USA-ban - 1973: Olajválság (1973), majd nemsokára olajárrobbanás, katonai hatalomátvétel Chilében - 1976: Katonai puccs Argentínában - 1979-1990: Polgárháború Nicaraguában - 1981-88: Ronald Reagan kormányzása az USA-ban - 1982: Falkland-szigeteki háború Nagy-Britannia és Argentína között - 1983: Az USA megszállja Grenadát - 1984: A Los Angeles-i olimpiát 14 keleti blokkhoz tartozó szatelitállam bojkottálja - 1989-1990: „Igaz ügy” hadművelet: Panamai USA-beavatkozás - 1994: Életbe lép az Észak-amerikai Szabadkereskedelmi Egyezmény (NAFTA) - 1999: Az USA által bérelt csatornaövezet ismét panamai fennhatóság alá kerül | - 1946-54: Indokínai háború a francia gyarmati hadsereg és Vietnám erői között - 1946: Teréz anya betegápoló rendjének alapítása Kalkuttában - 1947: India elnyeri függetlenségét Nagy-Britanniától - 1948: A történelmi Korea területén két állam jön létre - 1948: Kikiáltják az önálló Izrael államot. Az első arab-izraeli háború - 1949: A Kínai Népköztársaság kikiáltása - 1950: Tajvan szigetén létrejön a Kínai Köztársaság - 1950-1953: Koreai háború - 1954: A francia csapatok vereséget szenvednek Vietnámban, az "indokínai háború" vége. Vietnámot a 17. szélességi fok mentén kettéosztják. - 1956: Szuezi válság - Egyiptom ellen folytatott közös izraeli-brit-francia háború - 1959: Kína megszállja Tibetet. A dalai láma Indiába menekül - 1964: Megalakul a Palesztinai Felszabadítási Szervezet - 1964–1973: Vietnámi háború - amerikai katonai beavatkozás Indokínában - 1966-1969: A kulturális forradalom Kínában - 1967: Hatnapos háború Izrael és négy arab állam között - 1970: Bhola-ciklon Dél-Ázsiában 300-500 ezer áldozattal (Banglades-India) - 1973: A Közel-Keleten a jom kippuri háború. Olajválság (1973) - 1975-1979: Kambodzsában 2 millió ember esik áldozatul a vörös khmer rémuralomnak - 1978: Az iráni forradalom - 1978–1989: Kambodzsai–vietnámi háború - 1979–1989: A SZU afganisztáni háborúja - 1980: Saskarom hadművelet - Túszmentési kísérlet a teheráni amerikai nagykövetséghez - 1980-1988: Irak–iráni háború - 1983-2009: Srí Lanka-i polgárháború - 1984: Bhopáli ipari katasztrófa (India) - 1989: Kína, Tienanmen téri vérengzés - 1991: Az öbölháború. A Szovjetunió felbomlása - 1991: Banglades-i trópusi ciklon közel 140 ezer áldozattal - 1997: Hongkongban megszűnik a brit irányítás, ismét Kína része lesz - 1999: Kelet-Timor függetlenséget nyer Indonéziától. Makaó Kína része lesz. - 1999-es izmiti földrengés. |  |

| - 1957: Ghána az első önálló fekete-afrikai ország - 1960: A legtöbb francia gyarmat elnyeri a függetlenségét - 1962: Franciaország elismeri Algéria függetlenségét - 1964: Elkészül az Asszuáni-gát első lépcsője a Níluson - 1969: Kadhafi puccsal magához ragadja a hatalmat Líbiában - 1975: Angola kikiáltja a függetlenségét Portugáliától, polgárháború kezdődik - 1976: Spanyolország feladja korábbi gyarmatát, a Szaharát, de azt Marokkó és Mauritánia szállja meg - 1977-78: Ogadeni háború - 1984-85: Éhségkatasztrófa Etiópiában; több százezer áldozat - 1986: Az amerikaiak bombázzák Líbiát - 1987: Ugandai polgárháború kezdete - 1991-2001: Sierra Leone-i polgárháború - 1991: A szomáliai polgárháború kezdete - 1992-1994: Megszűnik az apartheid rendszer a Dél-afrikai Köztársaságban - 1993: Létrejön a független Eritrea - 1994: Ruandai népirtás - 1996-tól: Első- és második kongói háború - 1998-2000: Etióp–eritreai háború | - 1927: A Föld lakossága eléri a 2 milliárd főt - 1951: Színes televízióadás az USA-ban - 1952: Az USA hidrogénbombát állít elő - 1953: A Mount Everest meghódítása - 1955: A kék farmer a fiatalok divatja az USA-ban - 1957: A szovjetek fellövik az első mesterséges holdat → Szputnyik-válság - a hidegháború fordulópontja - 1960: A Beatles megalakulása; a lézer feltalálása, a Föld lakossága eléri a 3 milliárd főt - 1961: Jurij Gagarin űrutazása; új táncőrület a twist - 1962: Kubai rakétaválság - a hidegháború „legforróbb” pontja, amikor a világ egy atomháború kirobbanásának szélére került - 1963: Kazettás magnetofon mutat be a Philips cég - 1964: Divattá válik a miniszoknya - 1965: Befejeződik a II. vatikáni zsinat - 1969: Az első holdra szállás - 1973: Olajválság, majd nemsokára olajárrobbanás - 1974: A Föld lakossága eléri a 4 milliárd főt - 1975: Szovjet-amerikai űrtalálkozó - 1977: A tudósok felfedezik a vírusok genetikai szerkezetét; a tenerifei légikatasztrófa - 1985: Felfedezik az ózonlyukat; piacra kerülnek az első katalizátoros személyautók - 1986: A Challenger űrhajó katasztrófája. Az AIDS-járvány kezdete - 1987: A Föld lakossága eléri az 5 milliárd főt - 1991: A hidegháború vége - A mobiltelefonok elterjedésének kezdete - 1992: Az internetes világháló megjelenése - 1995: Az ENSZ kiotói jegyzőkönyve a földi légkör védelméről - 1997: Először klónoznak emlőst, egy bárányt (Dolly) - 1999: A Föld lakossága eléri a 6 milliárd főt |  |

## Egyéb tények

### A 20. század hat legpusztítóbb háborúja, tömeggyilkossága
1. II. világháború, Adolf Hitler uralma és a holokauszt (1937–1945), kb. 75 millió halott.
2. Mao Ce-tung uralma Kínában (1949–1976), több mint 48 millió halott.
3. Kínai polgárháború (1925–1948), több mint 40 millió halott.
4. Sztálin uralma (1924–1953), minimum 20 millió halott
5. Első világháború (1914–1918), több mint 15 millió halott.
6. Oroszországi polgárháború (1917–1921), több mint 8,5 millió halott.

A számadatok némelyike vitatott, a történészi vita és kutatás folyamatos e területen.

### A 20. század legnagyobb tettei a béke és az élet védelmében
- Mahátma Gandhi erőszakmentesség mozgalma, India békés felszabadulása a 40-es évekre.
- 1979: Az Egészségügyi Világszervezet nemzetközi védőoltás-kampányának eredménye: a himlő végleges felszámolása a Földön.
- 1994: Nelson Mandela mozgalmának békés győzelme Dél-Afrikában, több évtizedes erőszakmentes küzdelem után.
- 1978–2005: II. János Pál pápa több mint száz utazása a háborúk és a szegénység ellen, valamint a vallások közötti megbékélésért.
- Magyarországon: Raoul Wallenberg és több más diplomata embermentő küzdelme Budapesten, a második világháború poklában, kb. 200 000 ember megmentése

## Tudomány és technika
- Jelentős fejlődés ment végbe a fizika alapjaiban: megszületett a relativitáselmélet és a kvantummechanika. Ezek vezettek többek között az atombomba, az atomenergia, a Félvezetők és a lézer kifejlesztéséhez.
- Jelentős továbblépés történt az anyag legkisebb alkotórészeinek kutatásában: felfedezték az atommag szerkezetét, majd a nukleonok kvarkszerkezetét.
- A levegőnél nehezebb repülő eszközök, a repülőgép és a sugárhajtás kifejlesztésével a világ „kisebb” lett. Az űrrepülés növelte a tudásunkat a Földről és a világ többi részéről, és lehetővé tette az azonnali kommunikációt a földi irányítású műholdak által.
- A csillagászat területén kidolgozták az ősrobbanás elméletét (kozmológia).
- A mikroelektronika (a tranzisztor felfedezésétől az integrált áramkörig) lehetővé tette a tömegkommunikáció, a távközlés, és mindenféle intelligens alkalmazás használatának rohamos fejlődését. Ezeket az eszközöket széles körben alkalmazni kezdték természettudományokban, például a fizikában felhasználták az állandóan növekvő számítási lehetőségeket (szuperszámítógép).
- A molekuláris biológiában felfedezték a DNS kémiai szerkezetét, a kettős hélixet. A polimeráz-láncreakció technikájának kidolgozásával rendkívül könnyű lett a DNS bázisszekvenciájának elemzése. A Humán Genom Projekt során feltárták a teljes emberi genomot egészen a bázispárok szintjéig, és azonosították az összes emberi gént.
- A mezőgazdaságban a nitrogén alapú műtrágya, illetve a gombaölő- és gyomirtó szerek kifejlesztése jelentősen magasabb terméshozamot eredményezett.
- A futószalag-szerű sorozatgyártás, a tömegtermelés segítségével mind nagyobb mennyiségű olcsó gépi eszköz és iparcikk vált előállíthatóvá. Ez tette lehetővé, hogy az automobil a legelterjedtebb közlekedési eszközzé válhasson.
- A tömegkommunikációs eszközök, mint a rádió, és a televízió a hírközlés és a szórakoztatás soha nem látott fejlődését eredményezték.
- A telefon, később a számítógép és az internet a kommunikációs lehetőségek számát megsokszorozták.

## Egészségügy

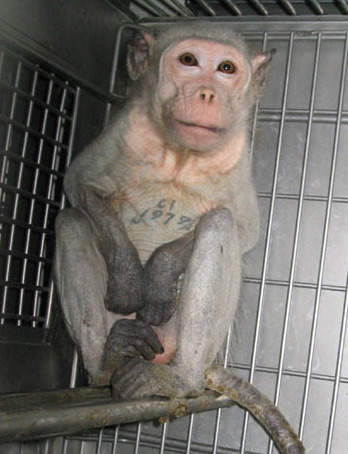
Gyógyszerkísérletre használt majom

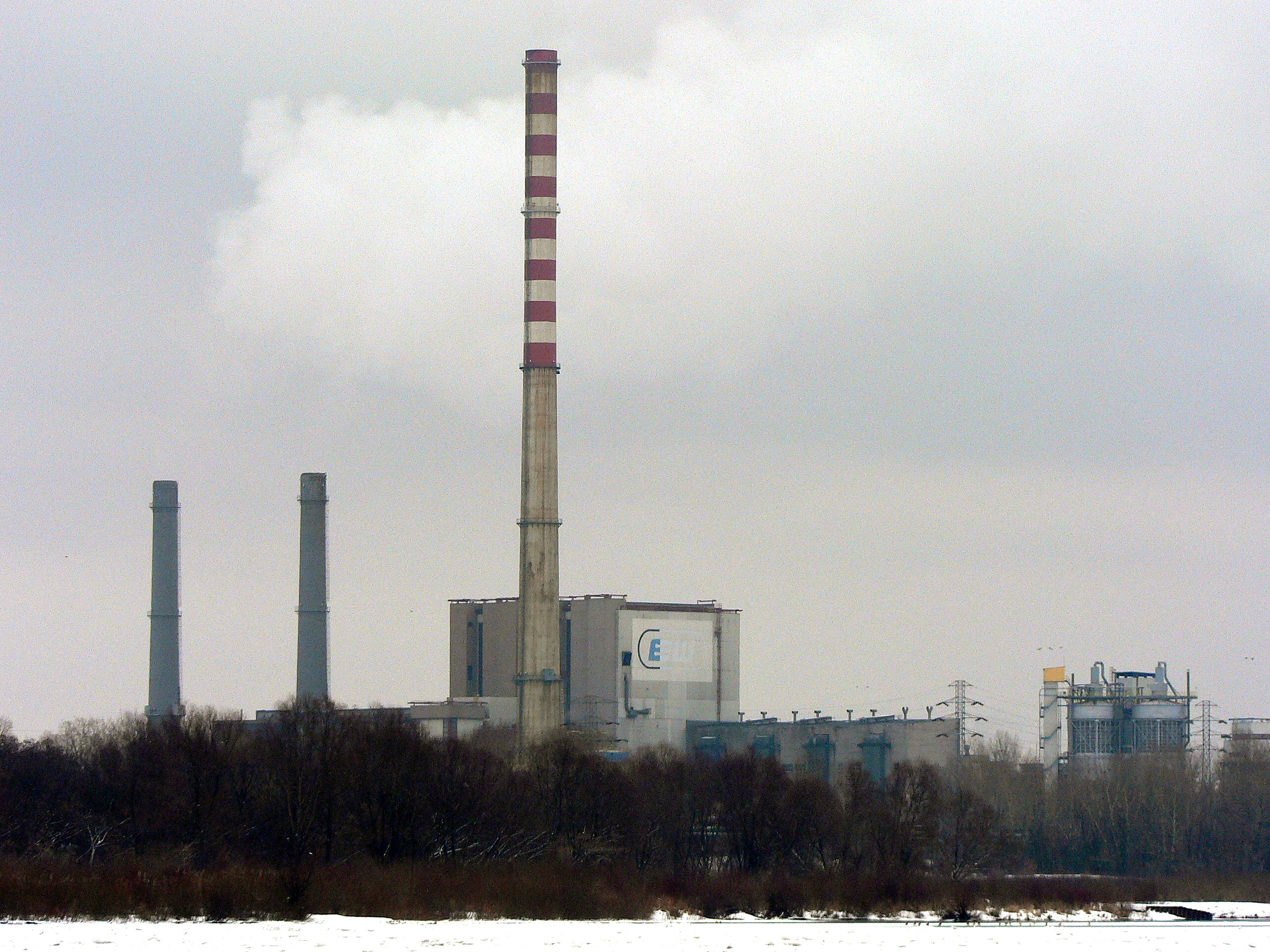
Hőerőmű a 20. század végén

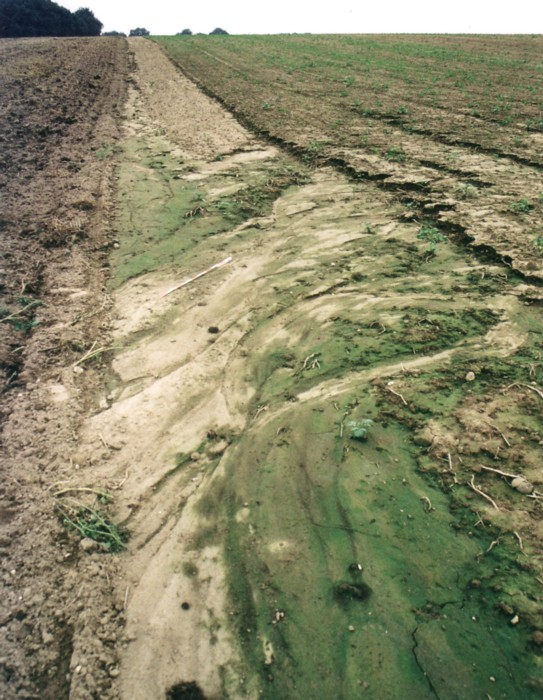
Talajerózió

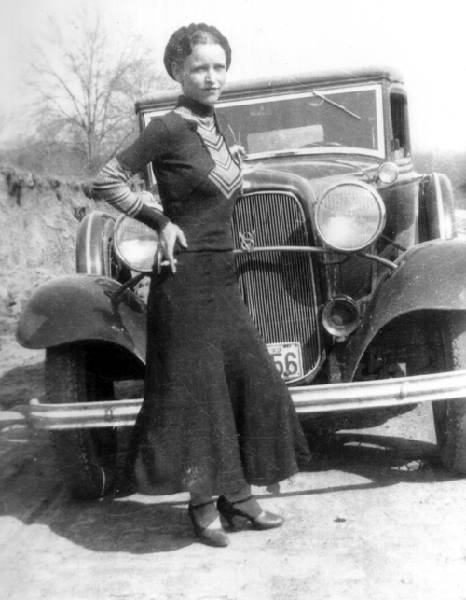
Bonnie Parker

- Az orvostudomány fejlődése számos betegséget jelentősen visszaszorított. Kifejlesztették a fogamzásgátlókat és a szervátültetést. A gyógyszerek óriási ütemben fejlődtek. (Például: antibiotikumok felfedezése.) A DNS-molekula szerkezetének felfedezésével és a molekuláris biológia megjelenésével lehetővé vált a klónozás és a genetikai tervezés.
- Annak ellenére, hogy a modern orvostudomány eredményesebb lett mint valaha, az influenzajárvány (spanyolnátha) 25 millió embert ölt meg 1918–1919 között, és az AIDS, amely számos ember halálát okozta különösen a fejlődő országokban, gyógyíthatatlan maradt (1981–2000 között 22 millió áldozat, amelynek 70%-a fekete-afrikai).
- 1901–1907: Richter Gedeon megalapítja a Sas Patikát, majd felépíti Magyarországon első gyógyszergyárát. A vállalat napjainkban is működik Richter Gedeon Nyrt. néven.

Kapcsolódó szócikkek
- halálozási ráta a 20. században

## Ember és környezete
- A kőolaj széles körű felhasználása az iparban – például az erőművekben, kémiai alapanyagként a műanyaggyártásban, vagy az autók és a repülőgépek üzemanyagaként. Az évszázad végén a természetes nyersanyag-források kifogyása. A fúrási technológia fejlesztésével a probléma ideiglenes megoldása. (Kitermelt kőolaj nettó mennyiségének növelése.)
- A levegő, a természetes vizek és a tengerek drámai mértékű ipari szennyezése. Következményei a globális felmelegedés és az ózonlyuk tágulása. Az ENSZ által 1995-ben elkészített Kiotói jegyzőkönyv az üvegházhatást okozó ipari anyagok kibocsátásának fokozatos csökkentéséről. (Az évszázad végéig csak a tagországok egy része ratifikálta.)
- Erdőirtás a fejlődő világban, következménye a biodiverzitás további leépülése.
- A 20. század legsúlyosabb természeti katasztrófái: a kínai Sárga-folyó 1931-es, 1939-es és 1959-es pusztító árvízei összesen kb. 6 millió, az 1970-es bangladesi hurrikán kb. egymillió, a szintén 1970-es perui földrengés kb. 100 000, az 1976-os kínai Hupej-tartományi földrengés mintegy félmillió áldozatot követelt.
- A 20. században a Föld átlaghőmérséklete 13,91 fok volt.[3]

### Ember okozta ökológiai katasztrófák a 20. században
- Londoni szmog, 1952
- Aral-tó szennyezése és kiszárítása, Szovjet Közép-Ázsia, 1960-as évektől
- Bhopáli vegyi üzem katasztrófája, India, 1984
- Csernobili atomerőmű-baleset, Ukrajna, 1986
- Exxon Valdez tankhajó katasztrófája, Alaszka, 1989
- Öbölháború: Perzsa-öböl elszennyezése, 1991
- Trópusi rablóvadászat (szafari, orvvadászat)
- Savas esők miatti erdőpusztulás
- Az amazóniai és más trópusi esőerdők nagyarányú irtása

## Társadalom
Fejlett világ
- A női egyenjogúság kivívása a század folyamán.
- Fogyasztói társadalom kialakulása. Az olyan találmányok, mint a mosógép vagy a villanyvilágítás, megnövelték az emberek szabadidejének minőségét és mennyiségét.
- Az autó vezető szimbóluma a modern társadalomnak, az autó stílusa a különböző életformák védjegye lett. A gépkocsi-forgalom igényeit a városok tervezésénél is figyelembe vették.
- A sport fontos részévé vált az életnek, már aktivitásnak, nem privilégiumnak számít. Sportot nézni, később televízióban is, népszerű időtöltés lett. A 20. századi olimpiai játékok közül valamennyit sikeresen megtartották, a két világháború időszaka és 1984 kivételével.

Harmadik világ
- Az európai-amerikai civilizáció a Föld minden pontjára elért. Hatása sokszor csak felszíni, csak az elit csoportoknak hozott jobb életszínvonalat. A hagyományos közösségi önellátó életforma felbomlása és a tömeges városokba özönlés (nyomornegyedek) a többség számára inkább az életszínvonal romlását eredményezte Afrika, Ázsia és Latin-Amerika jelentős részén.
- Az évszázad során folyamatos éhínségek és a járványok. A 20. század első felében ezek elsősorban az ázsiai országokat sújtották (Kína, Indokína). A 70-es évektől ezekben az országokban nagyarányú fejlődés vette kezdetét. Az életszínvonal Japánban, majd az évszázad végére más távol-keleti országokban is megközelítette az európai országokét. Fekete-Afrikában ugyanakkor a növekvő aszály és a háborúk nyomán tovább fokozódott a nyomor. A 80-as években például Etiópiában, a 90-es évek végén pedig a közép-afrikai országokban követelte milliók életét az éhínség.

## Vallás
- 1978. november 18-án a történelem talán legnagyobb tömeges öngyilkossága történt.[4] Guyanában, a venezuelai határ közelében a Népek Temploma (People’s Temple) szekta vezetője Jim Jones több mint kilencszáz hívőjét kényszeríti kollektív öngyilkosságra.

## Kultúra

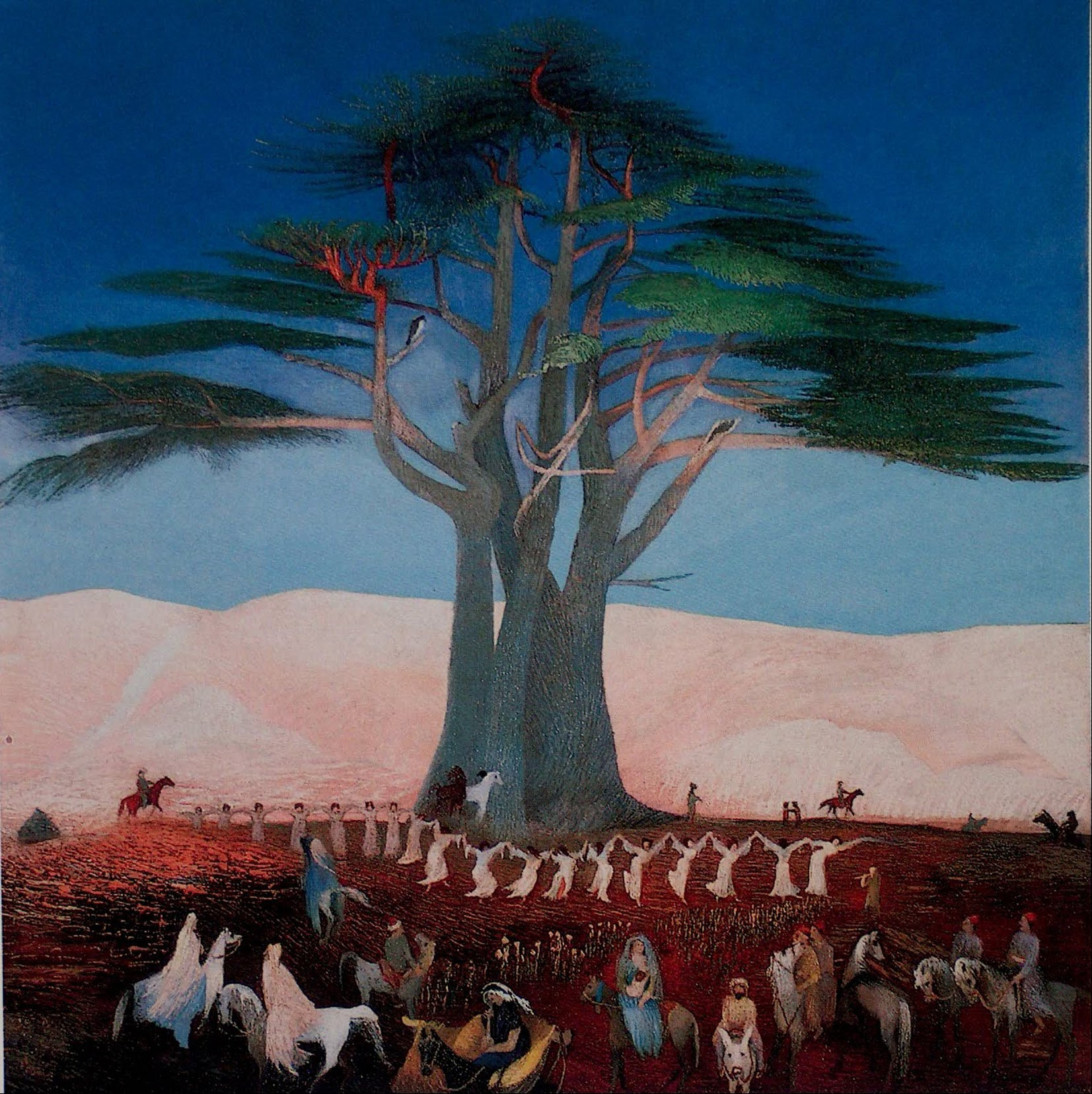
Csontváry Kosztka Tivadar: Zarándoklás a cédrusokhoz Libanonban (1907)

- A modern művészet olyan irányzatokat szült, mint az expresszionizmus, a szürrealizmus, a hiperrealizmus, a képzőművészetben a kubizmus, op art, land art és pop-art, a zenében a dzsessz, a beat és a rock.
- A mozi és a média nagy befolyást gyakorolt a divatra és a szokásokra az élet minden területén. Mivel a legtöbb film és zene az Egyesült Államokból származott, az amerikai kultúra gyorsan terjedt a világban.

### A 20. század legnépszerűbb zenei előadói
Toplista az eladott albumok száma alapján.
1. Michael Jackson (750 millió)
2. Beatles (380 millió)
3. Elvis Presley (350 millió)
4. ABBA (260 millió)
5. Cliff Richard (260 millió)

### A huszadik század legnagyobb bevételű filmjei
1. Titanic (1997)
2. Csillagok háborúja (1977)
3. Csillagok háborúja I: Baljós árnyak (1999)

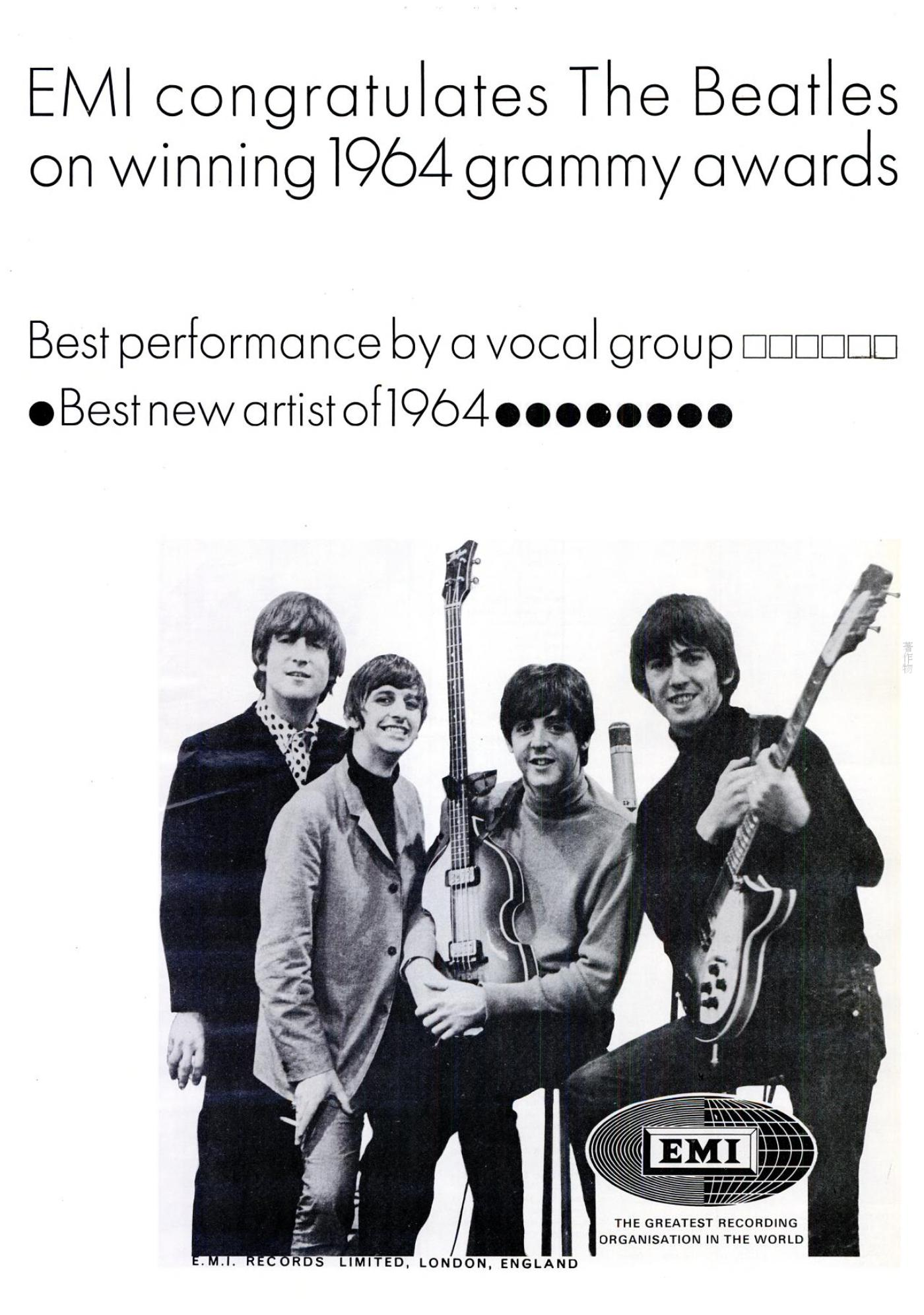
A Beatles együttes, 1965

4. E.T., A földönkívüli (1982)
5. Jurassic Park (1993)

### A legkedvezőbb kritikákat kapott filmek
[forrás?]
- Patyomkin páncélos (1925)
- Aranypolgár (1941)
- Psycho (1960)
- Óz, a csodák csodája (1939)
- 2001: Űrodüsszeia (1968)
- A keresztapa (1972)
- Az élet csodaszép (1946)
- Metropolis (1927)

### Legrégebb óta futó tévésorozatok az USA-ban
- Today Show (1952–)
- Coronation Street (1960–)
- Sábado Gigante (1962–)
- Szezám utca (1969–)
- Saturday Night Live (1975–)
- A Simpson család (1989–)
- Law & Order (1990–)

## Jelentős személyek

### Politikai vezetők
lásd még: az államok vezetőinek listája
- Afrika
  - Nelson Mandela, Dél-Afrika
  - Moammer Kadhafi ezredes, Líbia
  - Gamal Abden-Nasszer, Egyiptom
  - Hailé Szelasszié, Etiópia

- Amerika
  - Richard Nixon, USA
  - Ronald Reagan, USA
  - Bill Clinton, USA
  - John F. Kennedy, USA
  - Juan Perón, Argentína
  - Salvador Allende, Chile
  - Theodore Roosevelt, USA
  - Franklin D. Roosevelt, USA
  - Dwight David Eisenhower, USA
  - Ernesto 'Che' Guevara, Kuba
  - Fidel Castro, Kuba
  - Augusto Pinochet, Chile
- Ázsia
  - Jasszer Arafat, Palesztina
  - Csang Kaj-sek, Kína
  - Indira Gandhi, India
  - Mahátma Gandhi, India
  - Golda Meir, Izrael
  - Ho Si Minh, Vietnám
  - Anvar Szadat, Egyiptom
  - Szun Jat-szen, Kína
  - Teng Hsziao-ping, Kína
  - Li Kuang-jao, Szingapúr
  - Szaddám Huszein, Irak

- Európa
  - II. Miklós orosz cár
  - II. Vilmos császár, Németország

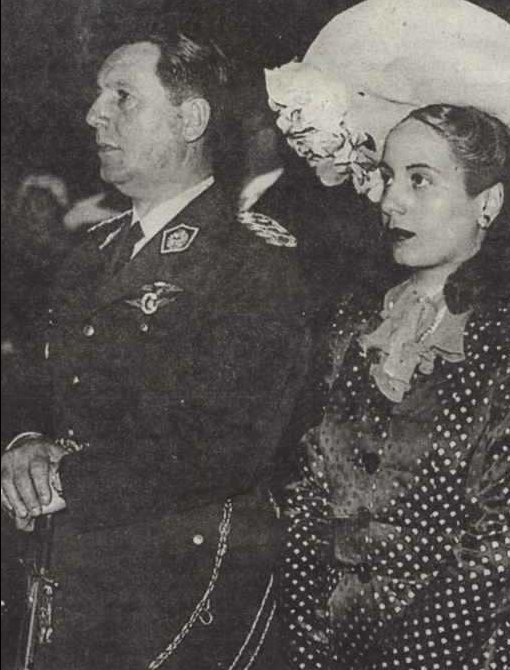
Juan Perón és Evita Perón

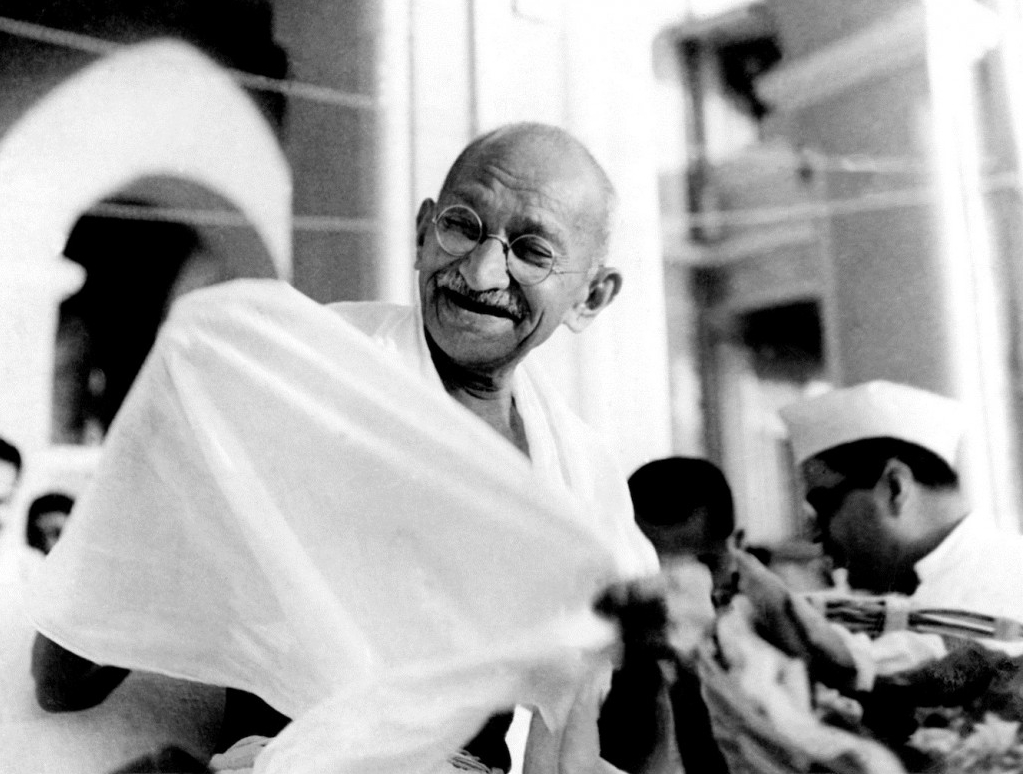
Mahátma Gandhi az 1940-es években

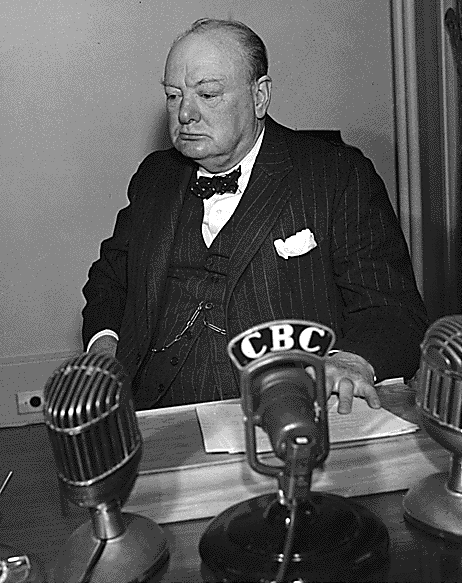
Winston Churchill (1943)

  - Konrad Adenauer, Németország (NSZK)
  - Kemal Atatürk, Törökország
  - Edvard Beneš, Csehszlovákia
  - Leonyid Brezsnyev, Szovjetunió
  - Winston Churchill, Egyesült Királyság
  - Francisco Franco, Spanyolország
  - Charles de Gaulle, Franciaország
  - Władysław Gomułka, Lengyelország
  - Mihail Gorbacsov, Szovjetunió
  - Ferenc József, Osztrák–Magyar Monarchia
  - Václav Havel, Csehország
  - Adolf Hitler, Németország
  - Horthy Miklós, Magyarország
  - Nyikita Hruscsov, Szovjetunió
  - Borisz Jelcin, Oroszország
  - Urho Kekkonen, Finnország
  - Vlagyimir Iljics Lenin, Oroszország
  - Benito Mussolini, Olaszország
  - Nagy Imre, Magyarország
  - Olof Palme, Svédország
  - Gerhard Schröder, Németország
  - Joszif Sztálin, Szovjetunió
  - Margaret Thatcher, Egyesült Királyság
  - Josip Broz Tito, Jugoszlávia
  - Lev Davidovics Trockij, Oroszország
  - Lech Wałęsa, Lengyelország

### Tudósok
- Niels Bohr (atomfizikus)
- James Chadwick (atomfizikus)
- Noam Chomsky (nyelvészet)

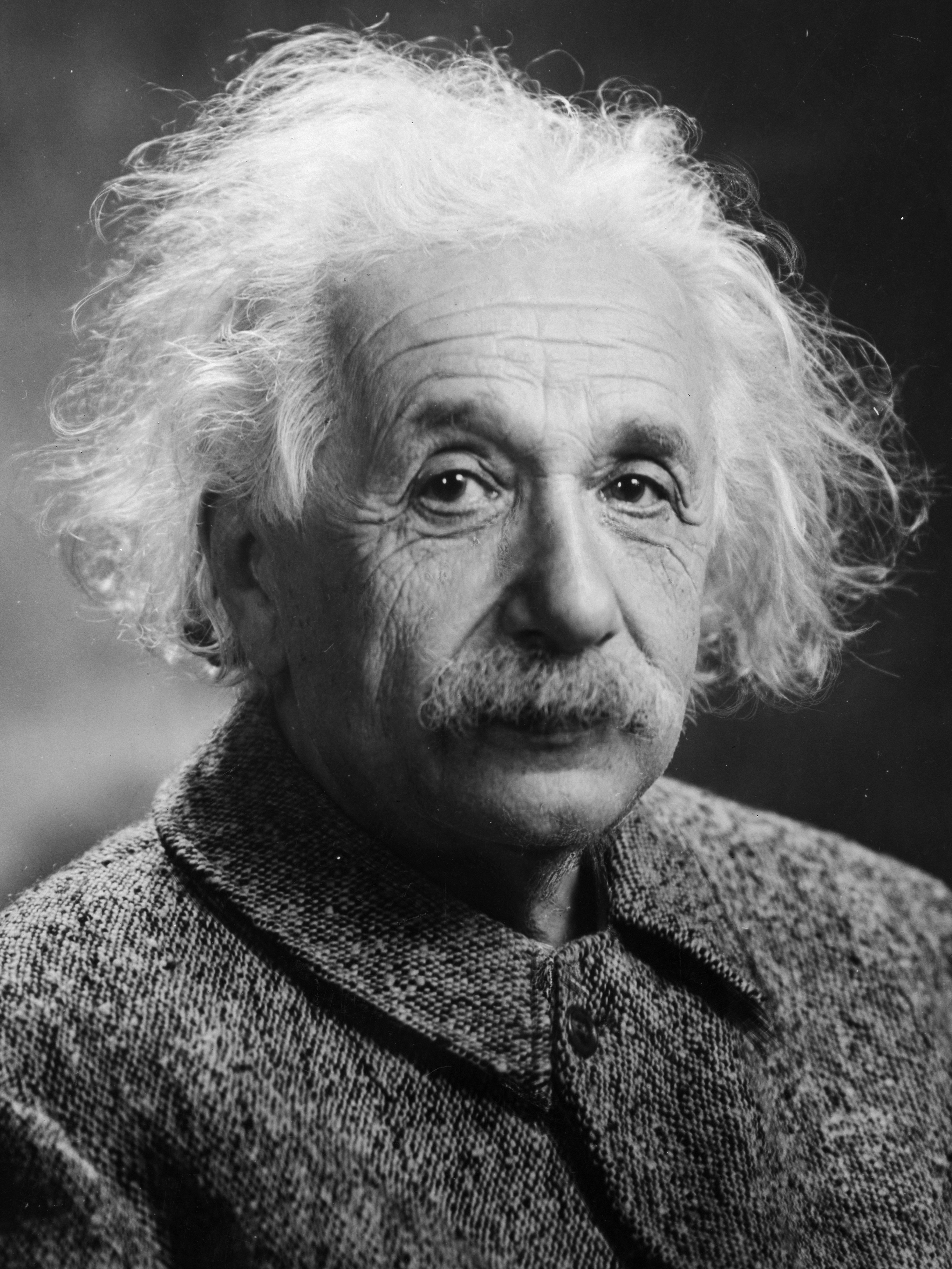
Albert Einstein, akit a TIME magazin az évszázad emberének választott

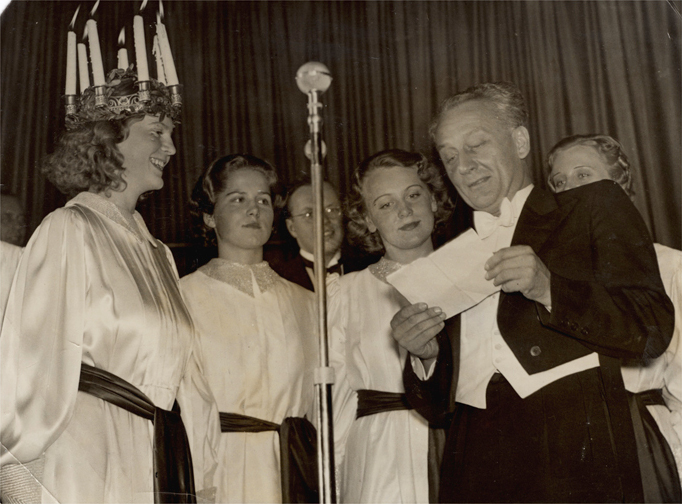
Szent-Györgyi Albert az 1937-es Nobel-díj ünnepségen

- Francis Crick (molekuláris biológus, a DNS szerkezetének egyik felfedezője)
- Marie Curie (atomtudós)
- Richard Dawkins (evolúcióbiológus)
- Albert Einstein (relativitás elmélet)
- Mircea Eliade (vallástörténet)
- Enrico Fermi (atomfizikus)
- Sir Alexander Fleming (mikrobiológus)
- Sigmund Freud (pszichológia)
- Kurt Gödel (matematikus)
- Martin Heidegger (filozófia)
- Carl Gustav Jung (pszichológus)
- Claude Lévi-Strauss (kulturális antropológus)
- Bronisław Malinowski (etnológia)
- Lise Meitner (fizikus)
- John Forbes Nash (közgazdász)
- Neumann János (a modern számítógép atyja)
- Robert Oppenheimer (atomtudós)
- Max Planck (kvantumfizika)
- Ernest Rutherford (atomfizika)
- Szent-Györgyi Albert (biológus)
- Szilárd Leó(atomfizikus, biológus)
- Teller Ede (atomfizikus)
- James D. Watson (biokémikus, a DNS szerkezetének egyik felfedezője)
- Ludwig Wittgenstein (filozófus)

### Közgazdaság és üzlet

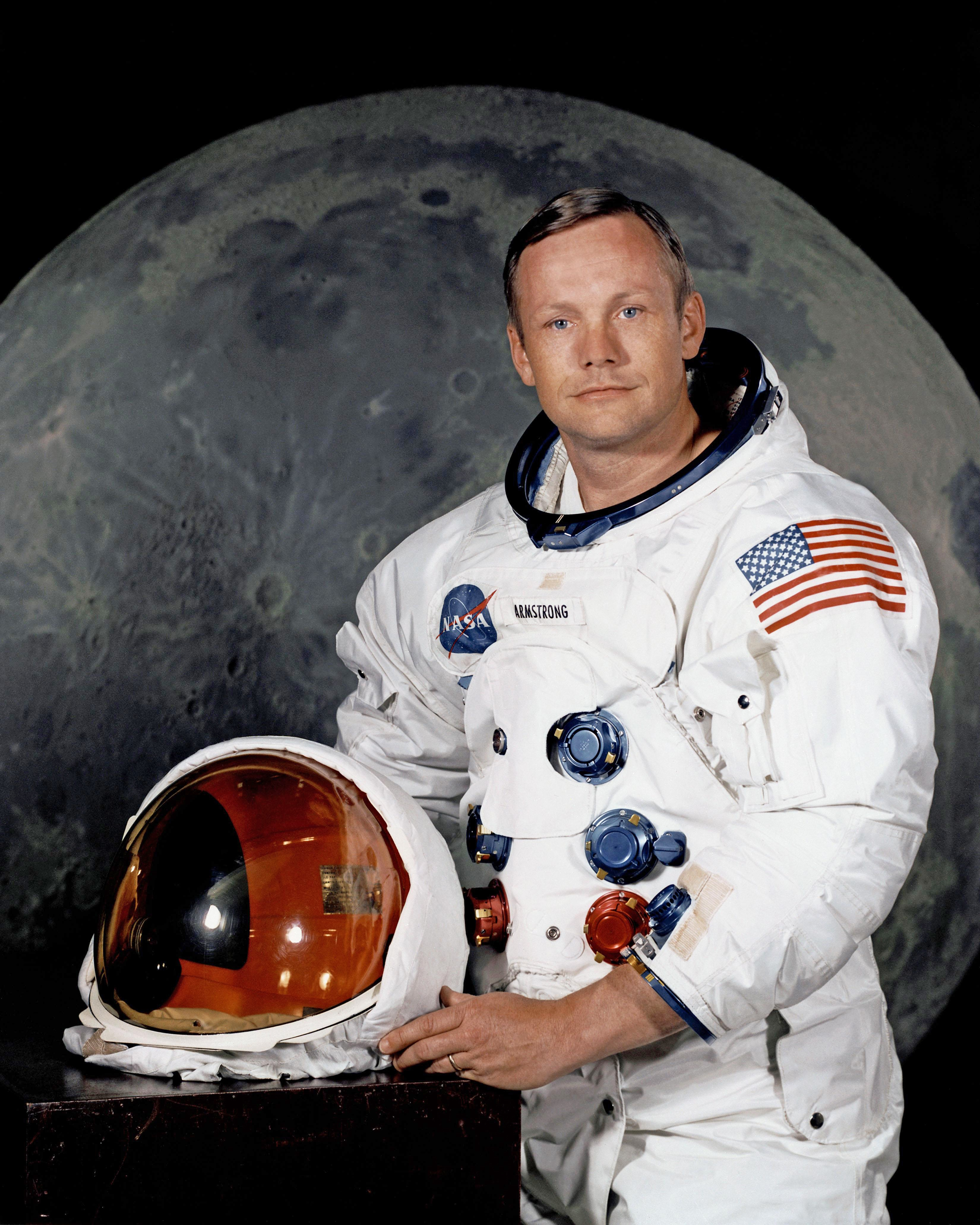
Neil Armstrong

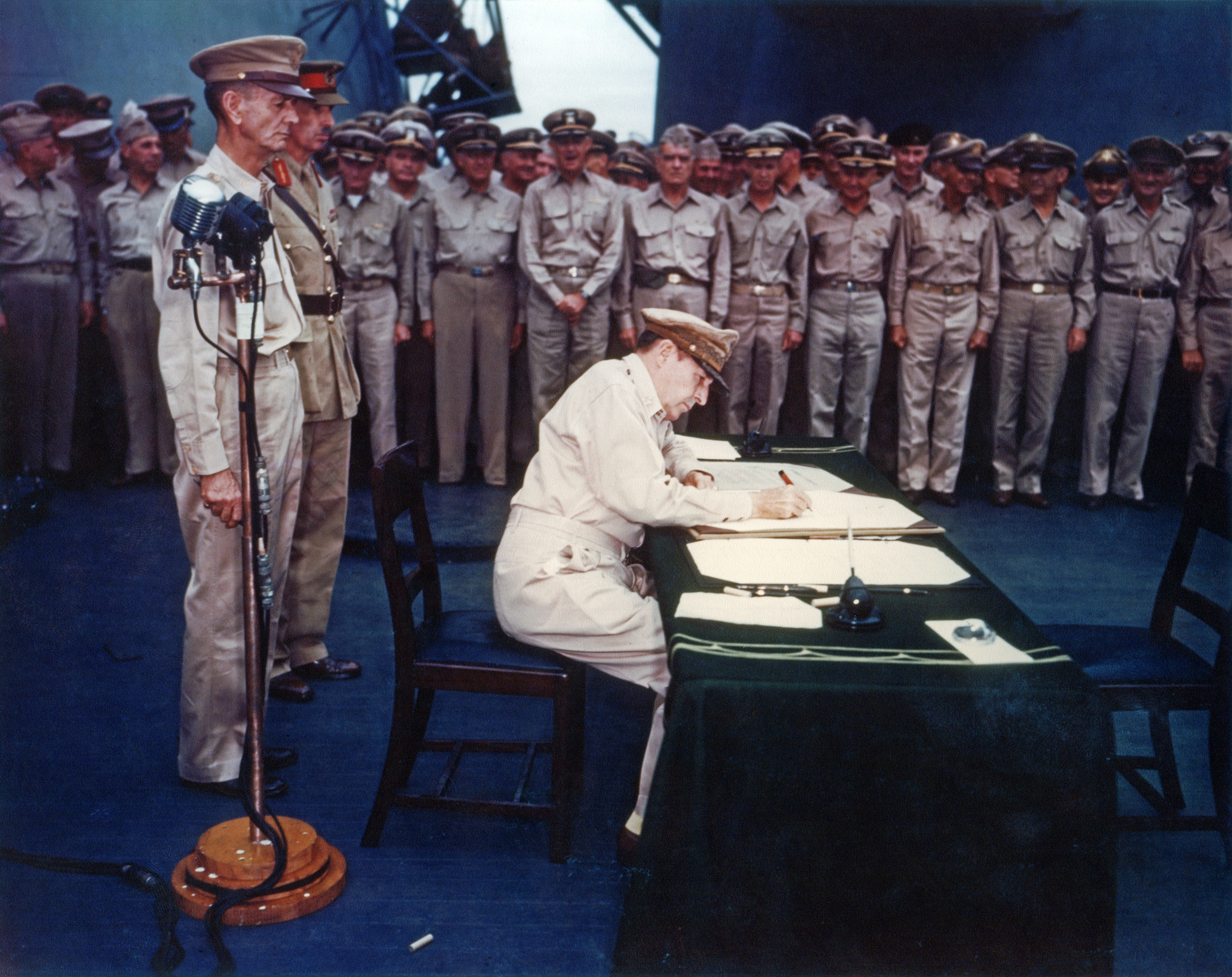
MacArthur tábornok aláírja Japán kapitulációját (1945. szeptember 5.)

- Henry Ford
- Bill Gates
- John Maynard Keynes
- Oskar Schindler
- Steve Jobs

### Felfedezők
- Roald Amundsen
- Jacques Cousteau
- Thor Heyerdahl
- Edmund Hillary

### A repülés úttörői
- Neil Armstrong
- Jurij Gagarin
- Wright fivérek
- Robert Goddard
- Valentyina Tyereskova

### Katonai vezetők
- Charles de Gaulle
- Dwight D. Eisenhower
- Douglas Haig
- Douglas MacArthur
- Bernard Montgomery
- Chester Nimitz
- George Patton
- Erwin Rommel

### Vallási vezetők
- XXIII. János pápa
- II. János Pál pápa

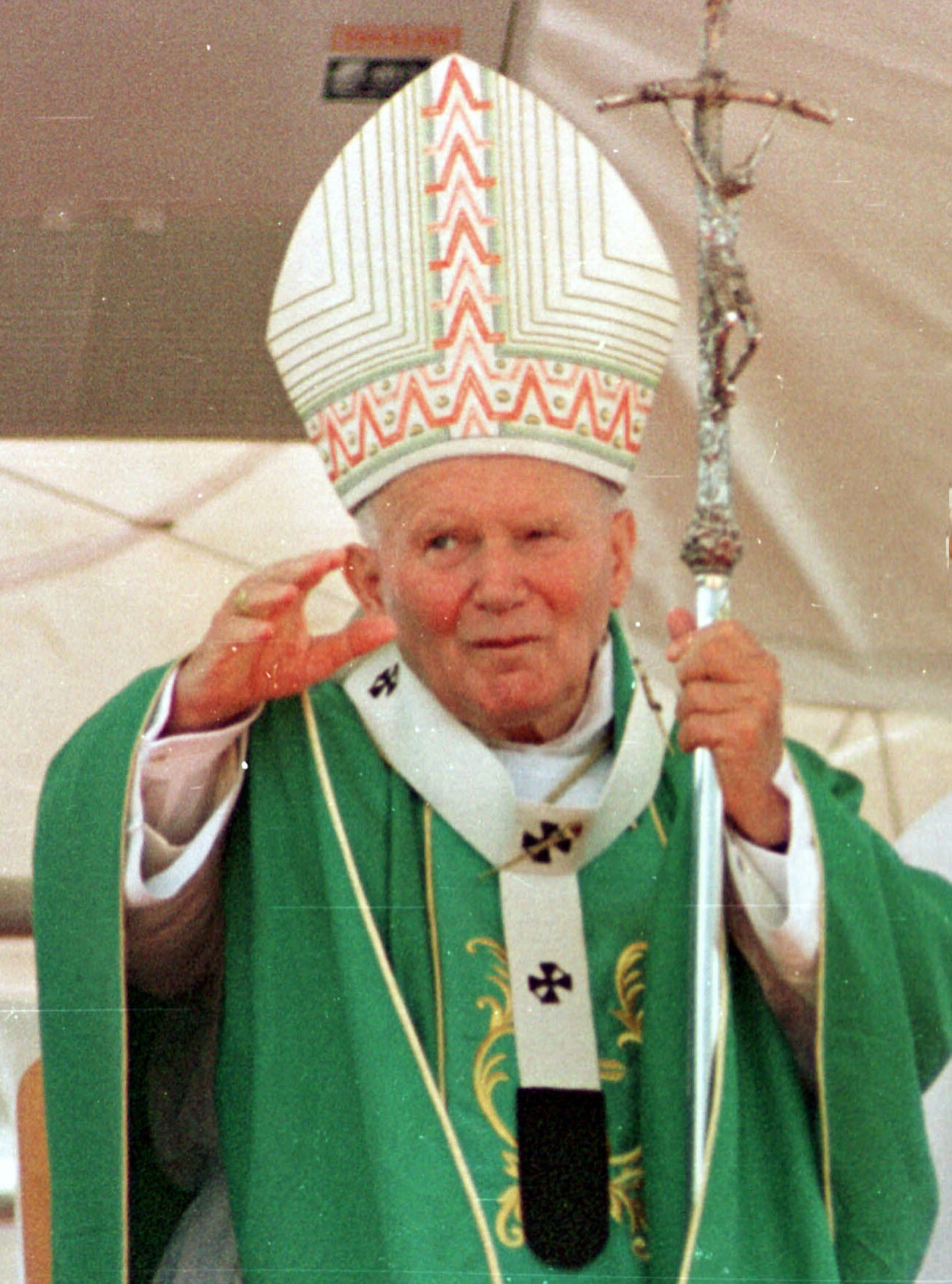
II. János Pál (1997)

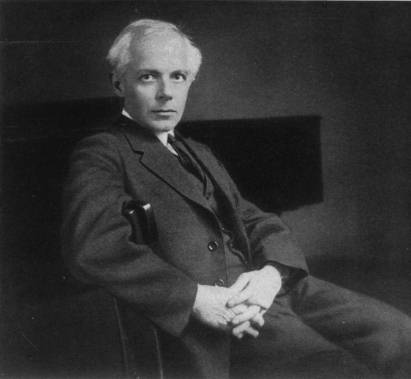
Bartók Béla

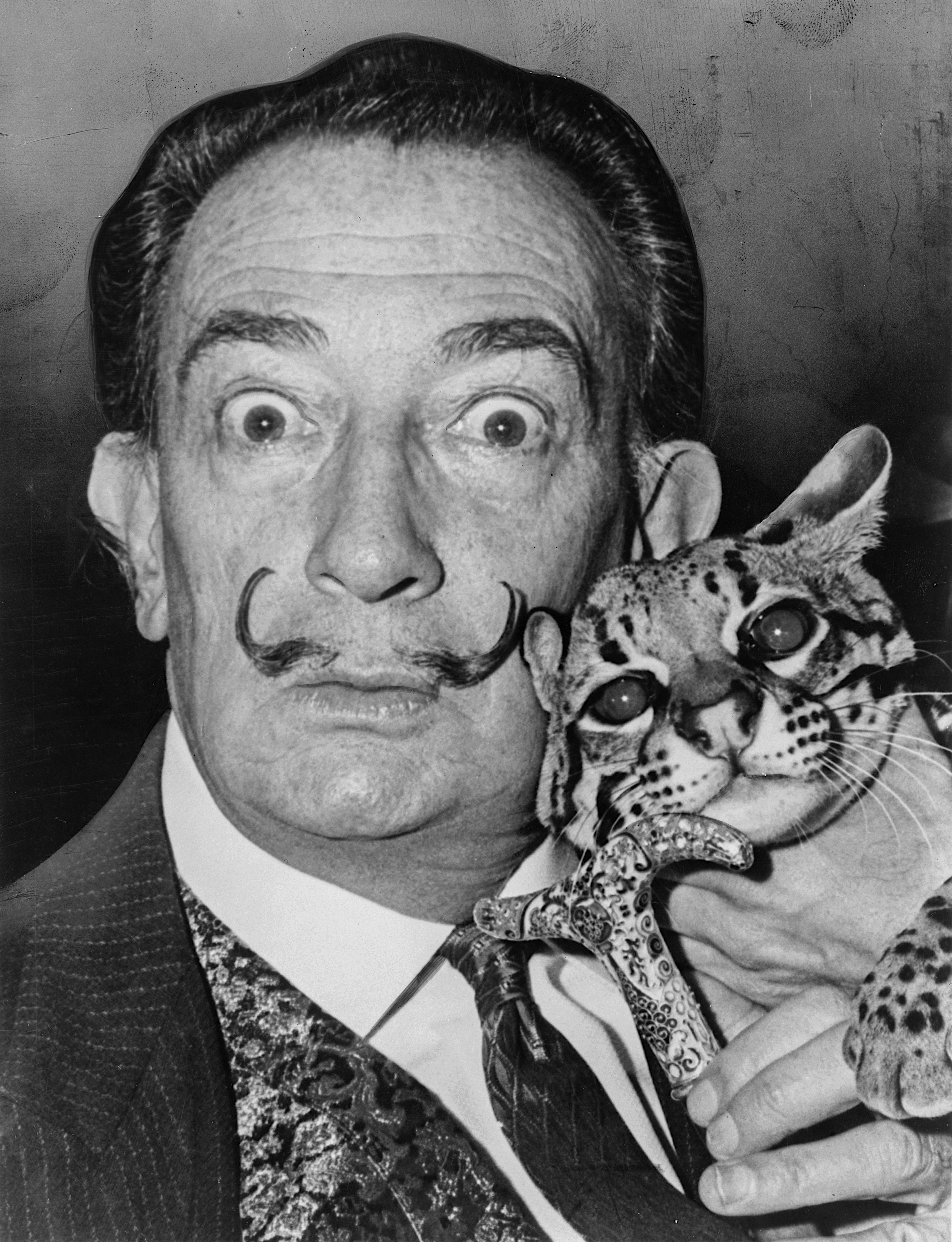
Salvador Dalí

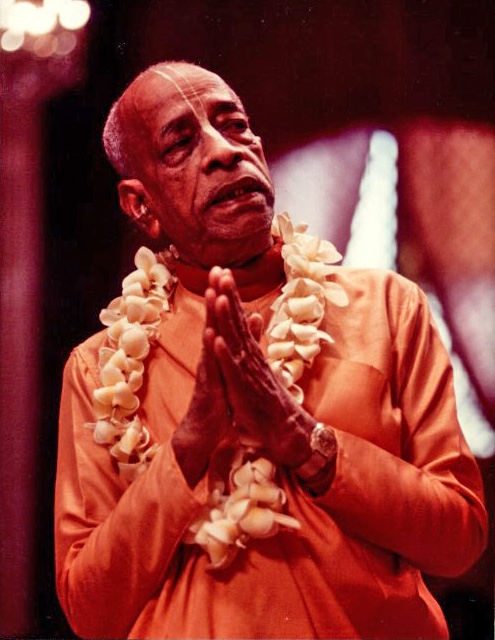
A. C. Bhaktivedánta Szvámi Prabhupáda

- A. C. Bhaktivedánta Szvámi Prabhupáda
- Osho
- Martin Luther King

### Művészek
- Cziffra György (zongoraművész)
- Michelangelo Antonioni
- Bartók Béla
- Ingmar Bergman
- Marc Chagall
- Csontváry Kosztka Tivadar
- Salvador Dalí
- Marcel Duchamp
- M. C. Escher
- Federico Fellini
- George Gershwin
- Terry Gilliam
- Walter Gropius
- Alfred Hitchcock
- Frida Kahlo
- Vaszilij Kandinszkij
- Paul Klee
- Gustav Klimt
- Akira Kuroszava
- Kurtág György
- Henri Matisse
- Georges Méliès
- Jiří Menzel
- Joan Miró
- Amedeo Modigliani
- Piet Mondrian
- Pablo Picasso
- Jackson Pollock
- Maurice Ravel
- Egon Schiele
- Dmitrij Sosztakovics
- Steven Spielberg
- Igor Sztravinszkij
- François Truffaut
- Vangelis (Vangélisz Papathanaszíu)
- Victor Vasarely
- Andy Warhol

### Híres előadóművészek

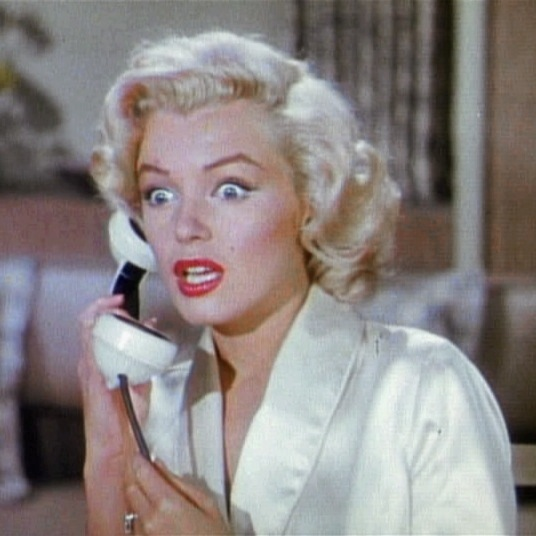
Marilyn Monroe

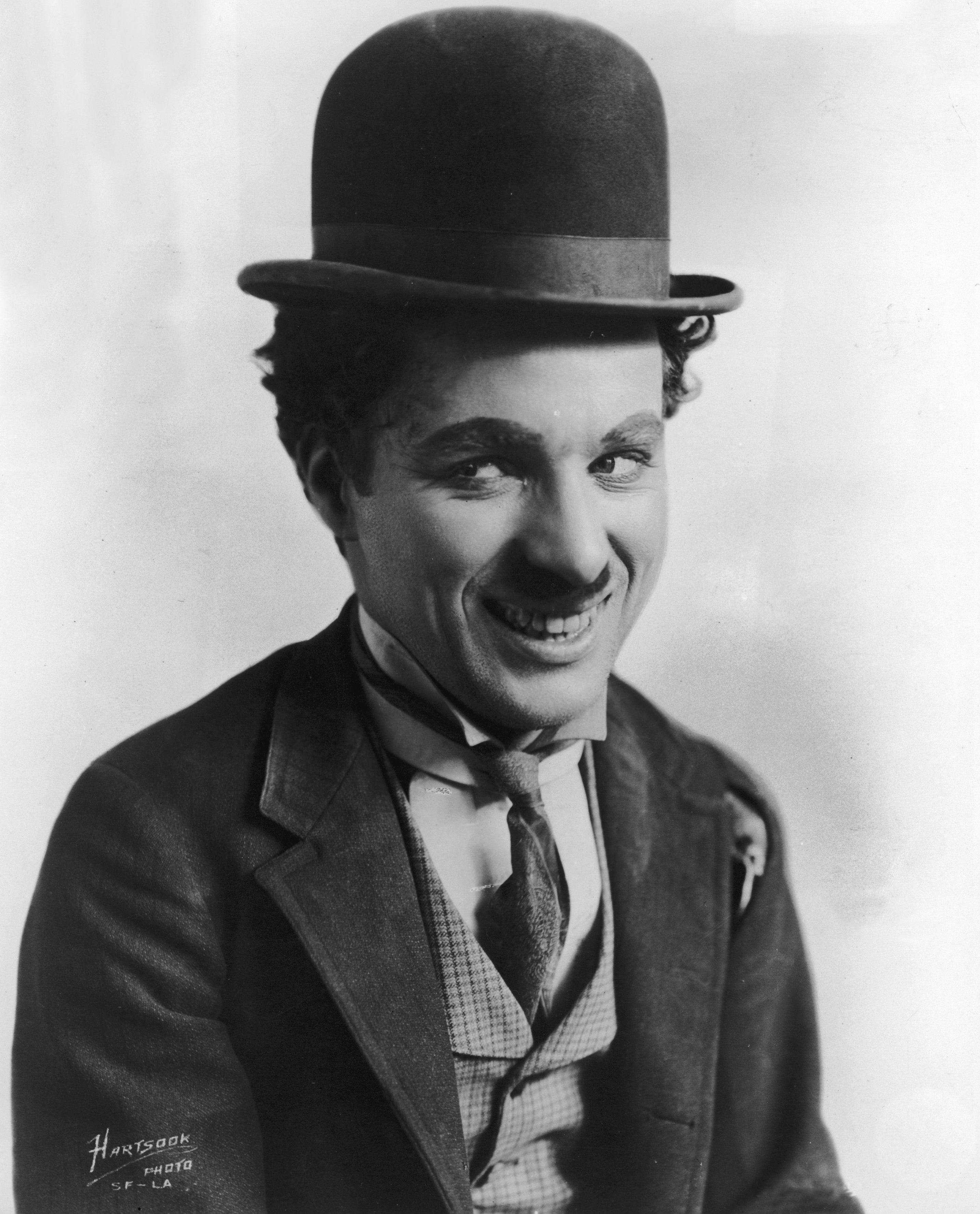
Chaplin

- Louis Armstrong
- Agnetha Fältskog
- Anni-Frid Lyngstad
- Benny Andersson
- Björn Ulvaeus
- Josephine Baker
- Ingrid Bergman
- Tina Turner
- David Bowie
- Marlon Brando
- Maria Callas
- Charlie Chaplin
- Marlene Dietrich
- Jimi Hendrix
- Billie Holiday
- Michael Jackson
- Kabos Gyula
- Buster Keaton
- Latinovits Zoltán
- John Lennon
- Madonna
- Sophia Loren
- Bob Marley
- Freddie Mercury
- Marilyn Monroe
- Jim Morrison
- Bruce Lee
- Robert De Niro
- David Ojsztrah
- Bulat Okudzsava
- Édith Piaf
- Elvis Presley
- Rácz Aladár
- Julia Roberts
- Tarkan
- Liv Ullmann
- Vlagyimir Viszockij
- Brigitte Bardot
- Enrico Caruso
- Greta Garbo
- Kraftwerk
- Jean Marais
- Marx fivérek
- Snoop Dogg
- Korda György
- Bon Scott

### Írók és költők

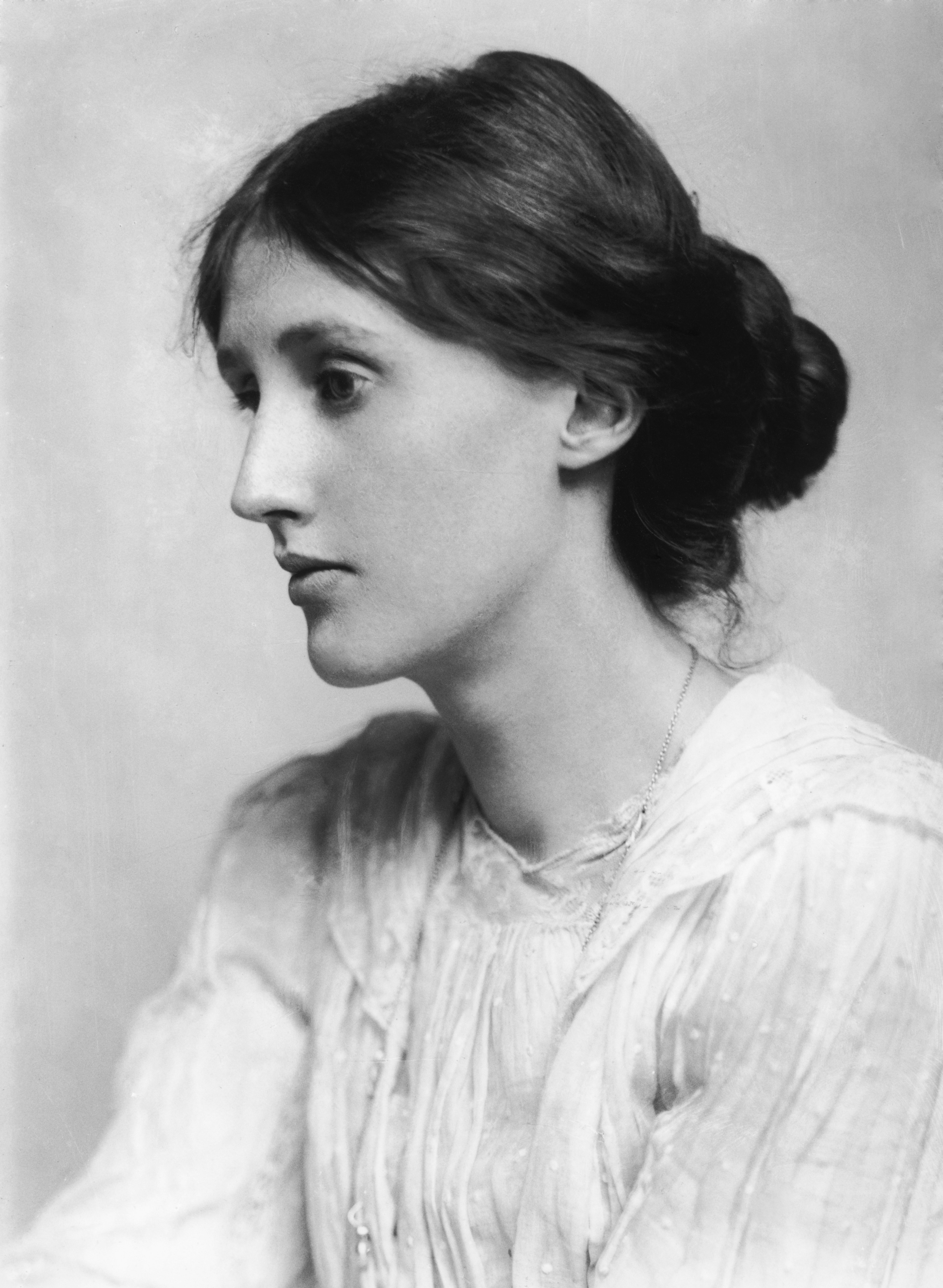
Virginia Woolf

- Ady Endre
- Csingiz Ajtmatov
- Sólem Aléchem
- Isaac Asimov
- Samuel Beckett
- Simone de Beauvoir
- Bertolt Brecht
- Jorge Luis Borges
- André Breton
- Mihail Bulgakov
- Albert Camus
- Agatha Christie
- Umberto Eco
- T. S. Eliot
- Paul Éluard
- Federico García Lorca
- Gabriel García Márquez
- Allen Ginsberg
- Jaroslav Hašek
- Ernest Hemingway
- Eugène Ionesco
- James Joyce
- József Attila
- Franz Kafka
- Níkosz Kazandzákisz
- Jack Kerouac
- Stephen King
- Stanisław Lem
- Jack London
- Thomas Mann
- Alan Alexander Milne
- Móricz Zsigmond
- Seán O’Casey
- George Orwell
- Pilinszky János
- Luigi Pirandello
- Marcel Proust
- Ayn Rand
- Rainer Maria Rilke
- Jean-Paul Sartre
- Antoine de Saint-Exupéry
- George Bernard Shaw
- Rabindranáth Tagore
- J. R. R. Tolkien
- Elie Wiesel
- Virginia Woolf
- William Butler Yeats

### Sportolók

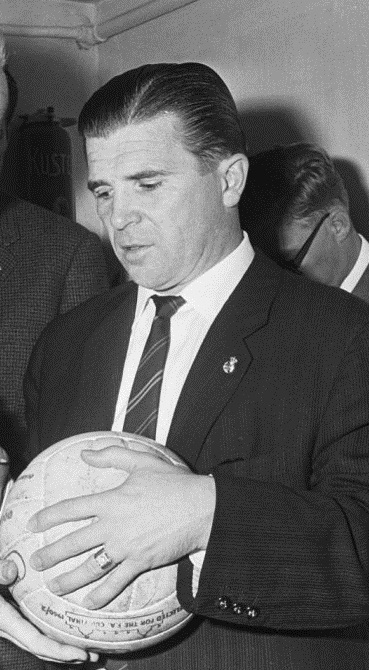
Puskás Ferenc

- Ray Ewry
- Jesse Owens
- Paavo Nurmi
- Muhammad Ali
- Jim Thorpe
- Gordie Howe
- Gerevich Aladár
- Pelé
- Puskás Ferenc
- Alfredo Di Stéfano
- Lev Jasin
- Eusébio
- Larisza Latinyina
- Papp László
- Haile Gebrselassie
- Olga Korbut
- Kató Szavao
- Mark Spitz
- Nadia Comăneci
- Roy Emerson
- Rod Laver
- Ken Rosewall
- Eddy Merckx
- Niki Lauda
- George Best
- Johan Cruijff
- Björn Borg
- Martina Navratilova
- Szerhij Bubka
- Birgit Fischer
- Carl Lewis
- Magic Johnson
- Michael Jordan
- Matt Biondi
- Bobby Orr
- Wayne Gretzky
- Joe Montana
- Mike Tyson
- Juan Manuel Fangio
- Diego Armando Maradona
- Bjørn Dæhlie
- Ayrton Senna da Silva
- Alain Prost
- Steffi Graf

### Hírhedt emberek
- Adolf Hitler
- Heinrich Himmler
- Joseph Goebbels
- Mao Ce-tung
- Joszif Sztálin
- Nicolae Ceaușescu
- Rákosi Mátyás
- Oszáma bin Láden
- Pol Pot
- Charles Manson
- Benito Mussolini
- Ted Bundy (Theodore Robert 'Ted' Bundy) sorozatgyilkos

## Évek és évtizedek
Megjegyzés: A huszadik század előtti és utáni évek dőlt betűvel írva.
| 1890-es évek | 1890 | 1891 | 1892 | 1893 | 1894 | 1895 | 1896 | 1897 | 1898 | 1899 |
| 1900-as évek | 1900 | 1901 | 1902 | 1903 | 1904 | 1905 | 1906 | 1907 | 1908 | 1909 |
| 1910-es évek | 1910 | 1911 | 1912 | 1913 | 1914 | 1915 | 1916 | 1917 | 1918 | 1919 |
| 1920-as évek | 1920 | 1921 | 1922 | 1923 | 1924 | 1925 | 1926 | 1927 | 1928 | 1929 |
| 1930-as évek | 1930 | 1931 | 1932 | 1933 | 1934 | 1935 | 1936 | 1937 | 1938 | 1939 |
| 1940-es évek | 1940 | 1941 | 1942 | 1943 | 1944 | 1945 | 1946 | 1947 | 1948 | 1949 |
| 1950-es évek | 1950 | 1951 | 1952 | 1953 | 1954 | 1955 | 1956 | 1957 | 1958 | 1959 |
| 1960-as évek | 1960 | 1961 | 1962 | 1963 | 1964 | 1965 | 1966 | 1967 | 1968 | 1969 |
| 1970-es évek | 1970 | 1971 | 1972 | 1973 | 1974 | 1975 | 1976 | 1977 | 1978 | 1979 |
| 1980-as évek | 1980 | 1981 | 1982 | 1983 | 1984 | 1985 | 1986 | 1987 | 1988 | 1989 |
| 1990-es évek | 1990 | 1991 | 1992 | 1993 | 1994 | 1995 | 1996 | 1997 | 1998 | 1999 |
| 2000-es évek | 2000 | 2001 | 2002 | 2003 | 2004 | 2005 | 2006 | 2007 | 2008 | 2009 |